# Voie verte
Ne doit pas être confondu avec Coulée verte.

France : Voie verte (C115)

France : Fin de voie verte (C116)

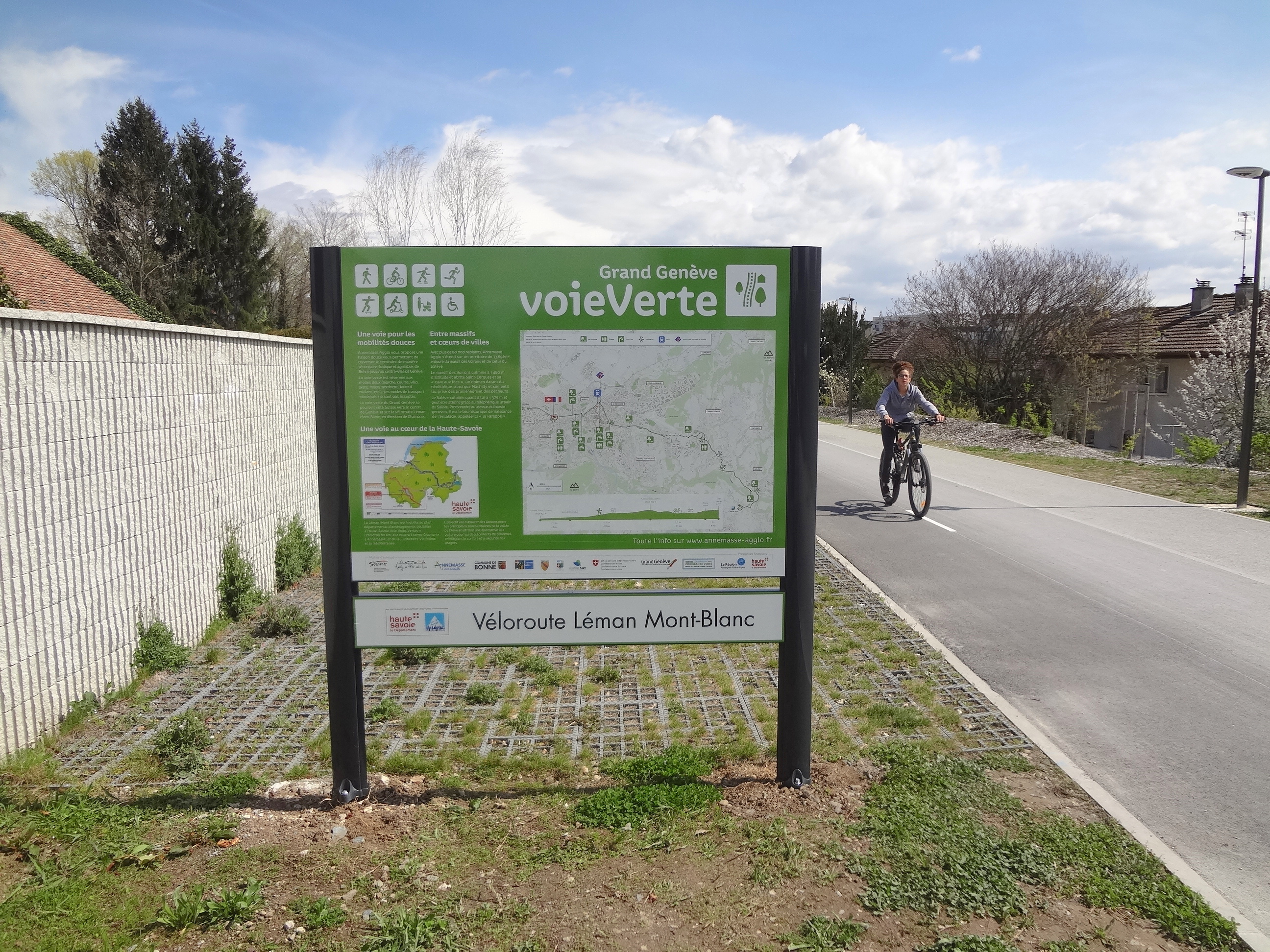
Une voie verte entre Chêne-Bourg (Genève, Suisse) et Ambilly (Haute-Savoie, France).

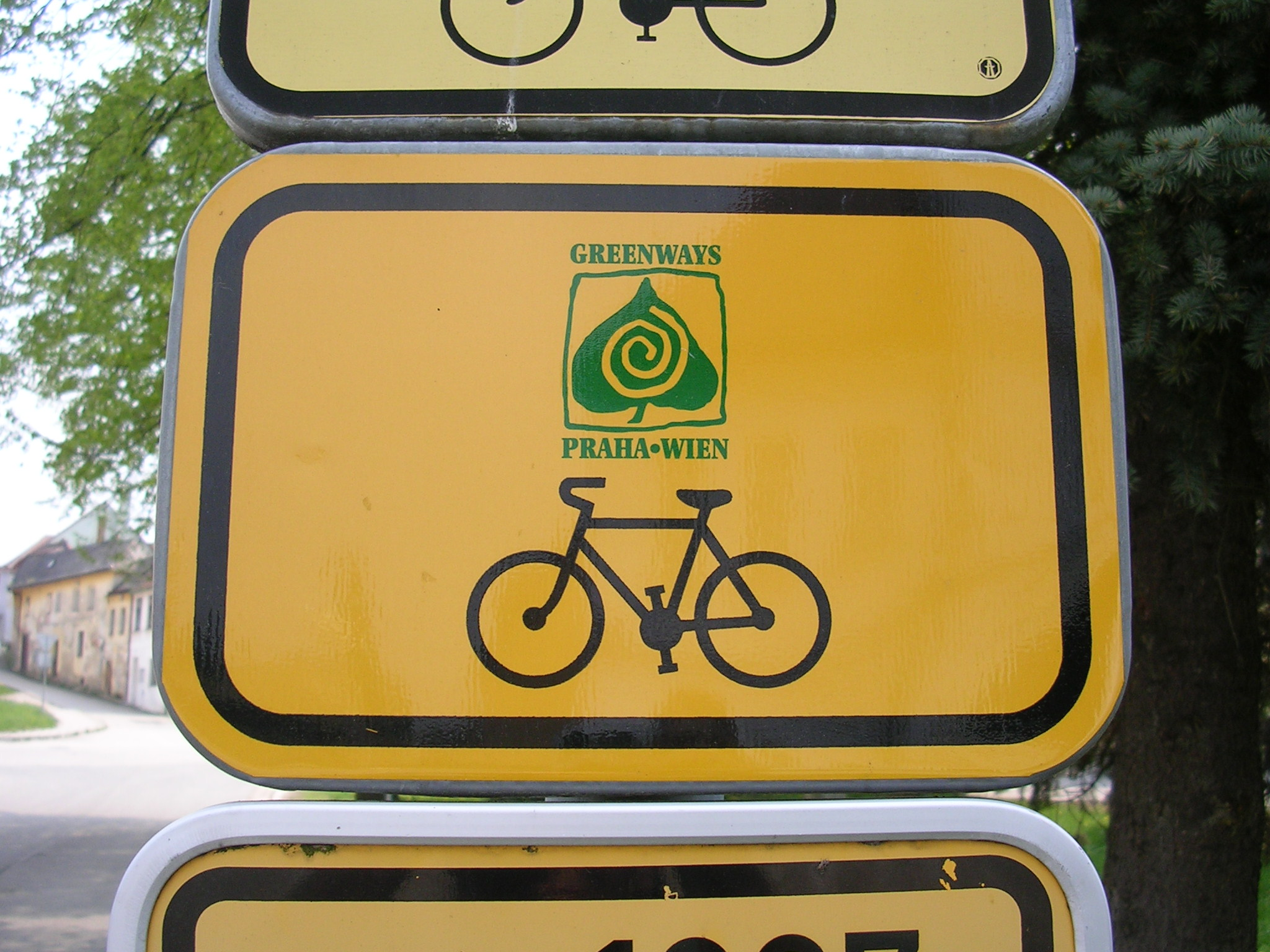
Voie verte reliant Prague à Vienne (Nová Bystřice, République tchèque).

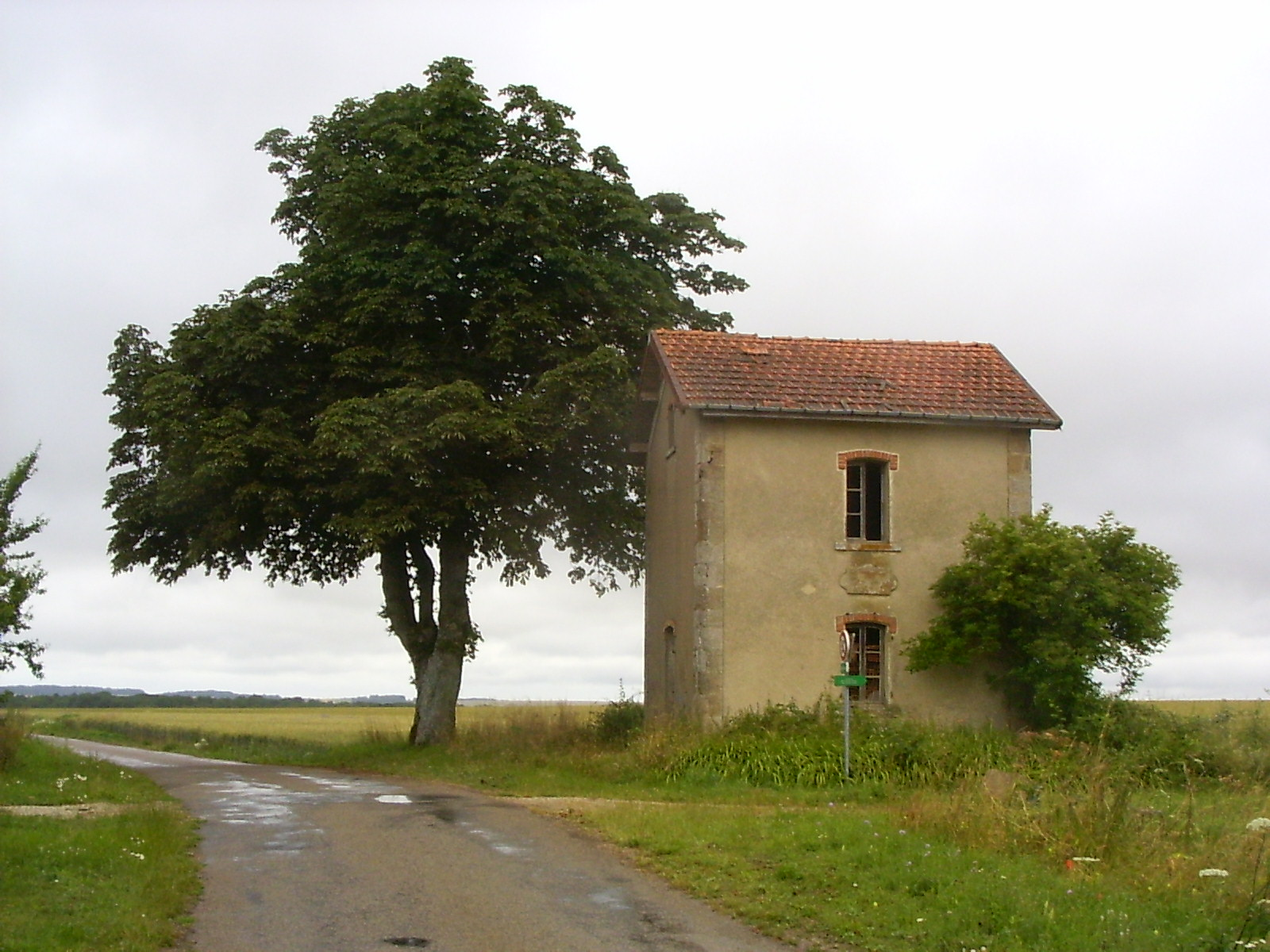
Voie verte aménagée sur une ancienne ligne de chemin de fer à Langres.

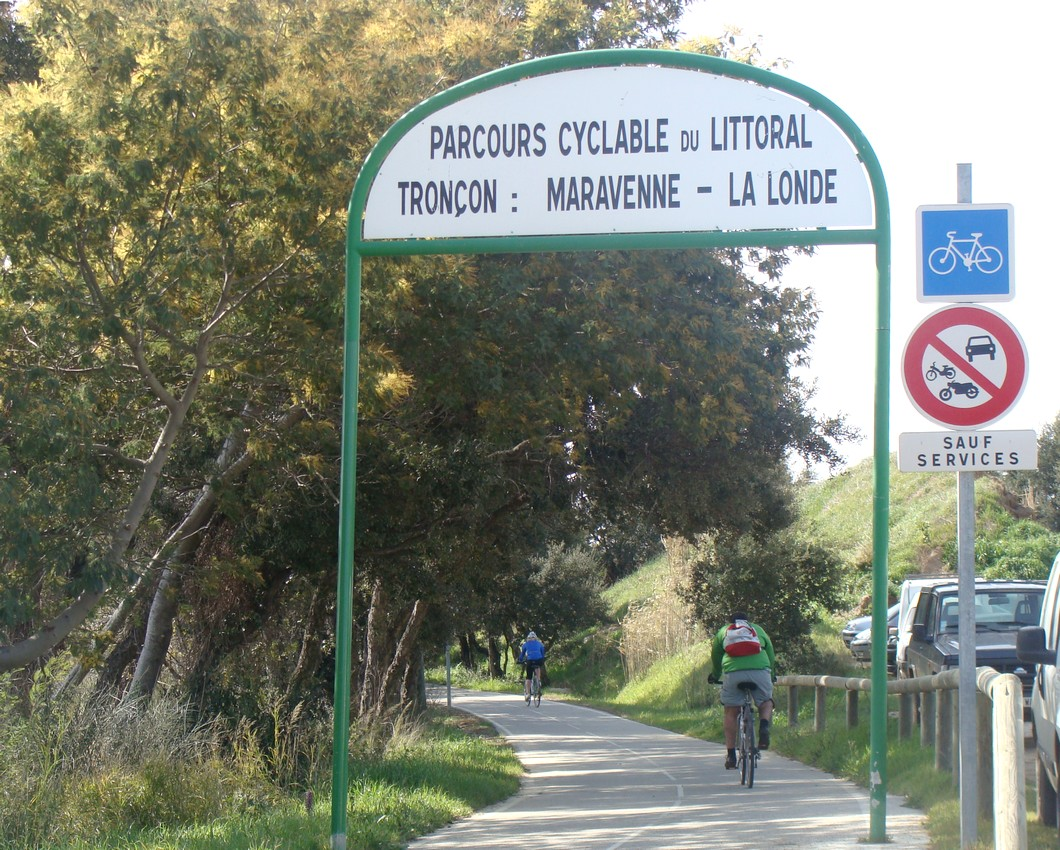
Piste cyclable aménagée sur l'ancienne ligne de chemin de fer du littoral varois.

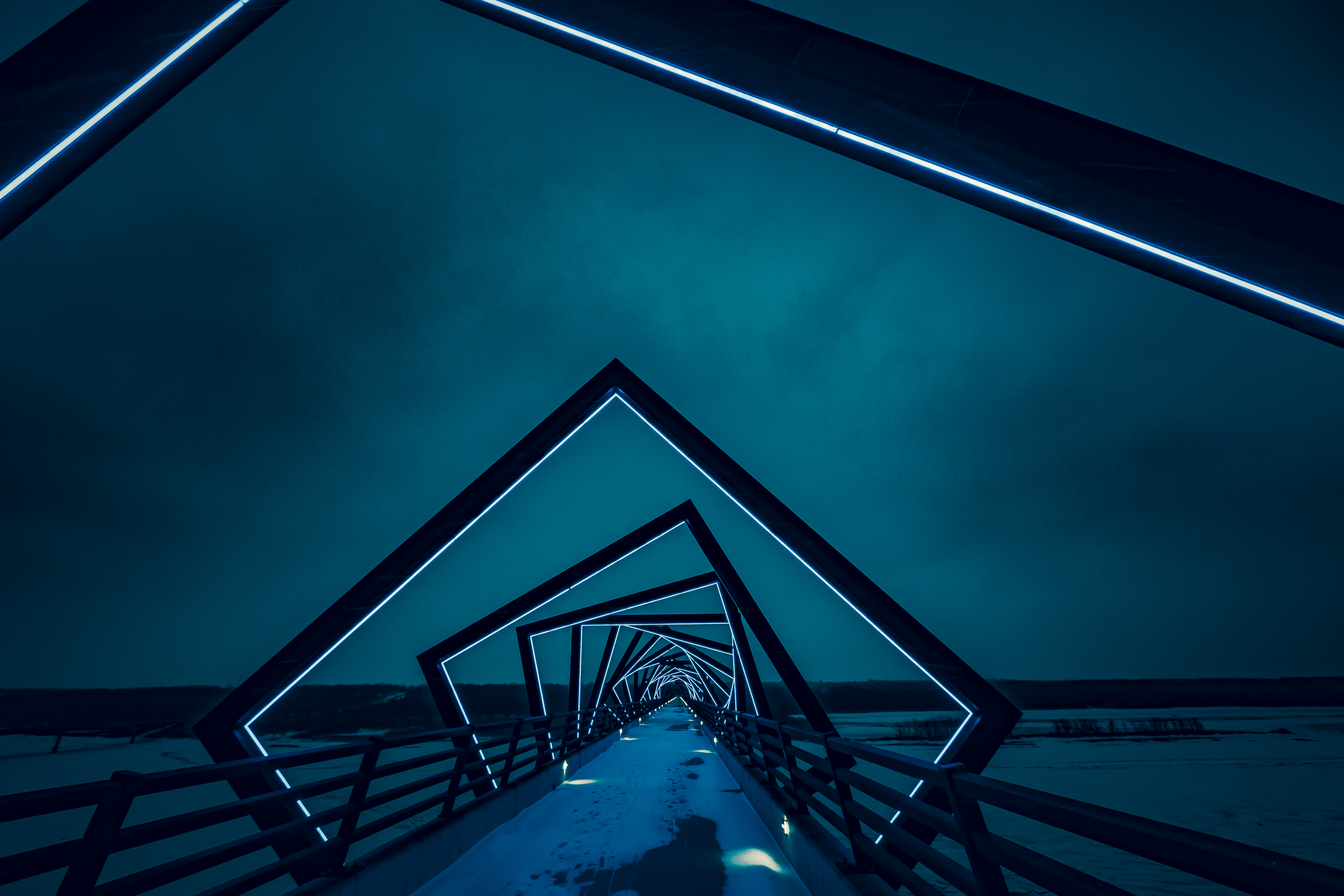
High Trestle Trail, sentier ferroviaire à Madrid, Iowa, États-Unis.

Une voie verte est une voie de communication autonome réservée aux déplacements non motorisés, tels que les piétons et les vélos ou les rollers. Les voies vertes sont développées dans un souci d’aménagement intégré valorisant l’environnement, le patrimoine, la qualité de vie et la convivialité. En Europe, elles sont définies, officialisées et organisées depuis octobre 1994 par l'organisation non-gouvernementale PlanèteVéloTousTerrains puis dans le cadre du « réseau vert européen », dès 2000, afin notamment de coordonner et réglementer des usages souvent interdits dans certains pays ou concurrencés par des pratiques motorisées.

## Contexte
À cet égard, les chemins de halage, anciens chemins ruraux, voies ferrées désaffectées sont des supports privilégiés de développement des voies vertes. Si elles sont gérées adéquatement (gestion différentiée et restauratoire, et sans pesticides des abords, qui peuvent alors éventuellement jouer un rôle dans la trame verte et bleue locale), les voies vertes sont un des éléments des politiques de développement durable des territoires concernés.
Pour les anglophones, le mot greenway désigne les voies vertes, mais aussi de manière plus générique, « une route qui est bonne d'un point de vue environnemental » (Turner, 1995 ou – en Angleterre selon un sondage cité par Turner en 2006 – « un espace linéaire contenant des éléments planifiés, conçus et gérés à des fins multiples, y compris écologiques, récréatives, culturelles, esthétiques et autres compatibles avec le concept d'utilisation durable des terres ») ou un large éventail de stratégies de planification paysagère et urbaine incluant plus ou moins une préoccupation environnementale associée à une infrastructure de déplacement,, dont les abords ont souvent pris une valeur particulière et parfois associés à la notion de corridor biologique en Europe.

## Histoire et évolution
Des années 1975 à 1995, les voies vertes se sont fortement multipliées dans les paysages urbanisés des pays dits développés. À titre d'exemple plus de 500 communautés étaient en train d'en construire en 1995, rien qu'en Amérique du Nord. Elles répondent à de nouveaux besoins humains même si elles prolongent aussi une partie des fonctions des chemins ruraux séculaires. Plus que de simples équipements ou aménagements paysagers, elles visent de plus en plus à aussi fournir un contrepoint à la perte de paysage naturel dans un contexte d'urbanisation croissante et d'industrialisation de l'agriculture. Avec les temps qui changeaient, la notion de chemins verts ou corridors verts a évolué pour répondre aux nouveaux besoins et défis.

Trois étapes distinctes (ou « générations ») de voie verte peuvent être identifiées en tant que forme du paysage urbain et périurbain :
1. Une première génération a été celle des voies boisées, bordées de talus enherbés et fleuris ou des chemins de promenades ancestraux[11], complémentaires des réseaux routiers ;
2. Des sentiers récréatifs et de découverte, ou de déplacement hors des zones de trafic routier, donnant accès aux rivières, ruisseaux, crêtes, et au tissu urbain, aux jardins ouvriers, etc. ont suivi. En général, l'automobile en était exclue[11] (Voies réservées) ;
3. La dernière génération est souvent plus multifonctionnelle, plutôt réservée aux déplacements doux et aux loisirs ainsi parfois qu'à l'embellissement du paysage, tout en cherchant à répondre à certains besoins vitaux de la faune, flore (et parfois fonge, avec conservation de bois mort). Des fossés, noues, zones inondables peuvent aussi jouer un rôle dans la gestion de l'eau et des crues (en milieu urbain ou rural). Les bords de chemins sont conçus et gérés pour pouvoir jouer le rôle de corridor biologique avec une éventuelle zone tampon. Tout comme les bandes enherbées ou d'autres types de zone tampon, certaines voies vertes contribuent aussi à améliorer la qualité des eaux (avec par exemple des fossés et noues à vocation de lagunage naturel). Elles fournissent aussi des ressources pour l'éducation en plein air, la découverte et l'interprétation des paysages. Les aménageurs doivent alors s'inscrire dans des approches pluridisciplinaires et anciennement parfois opposées comme le génie civil, l'architecture et l'écologie du paysage, la gestion différenciée ou l'écologie des milieux humides[11].

En France la dénomination de voies vertes tend à se superposer à celle des voies vertes du réseau véloroute et voies vertes. À la différence des sentiers pédestres de grande randonnée, ces infrastructures sont, en pratique, libres d'accès vélo et peu clôturées. Un projet de recensement et d'archivage de cartographies internationales de voies ferrées désaffectées, de chemins ruraux/forestiers, de rives notamment de Mayenne, Seine et Loire, dont les continuités sont testées et évaluées dès 1985 par des communautés bénévoles internationales, est lauréat Defi-Jeunes "Tourisme/Aventure" de l'INJEP en France.

## État du réseau

### Belgique
En Belgique, un réseau de 2 200 km de voies vertes était déjà défini en 2003, dont 900 km étaient aménagés.
En Région wallonne, elles forment le réseau RAVeL.
En Flandre, il y a un réseau de chemins de halage, sentiers ferroviaires et autres pistes cyclables indépendantes. La plupart est intégrée dans les réseaux cyclables à nœuds numérotés des provinces, ou fait partie des LF-routes (néerlandais: lange-afstandsfietsroute, véloroute touristique de longue distance) ou du réseau des cyclostrades (néerlandais: fietssnelweg, voies vertes utilitaires et directes entre et autour les villes).

Voies vertes et véloroutes en France, ouvertes ou en projet en 2011

### Pays-Bas
Aux Pays-Bas, la situation et les terminologies sont comparables à la Flandre, avec la différence qu'il y a peu de sentiers ferroviaires, et beaucoup d'autres pistes cyclables indépendantes.

### France
En France, un décret du 16 septembre 2004 a introduit les voies vertes dans le Code de la Route : les voies vertes sont définies comme des routes « exclusivement réservées à la circulation des véhicules non motorisés, des piétons et des cavaliers ».

### Suisse
En Suisse, il existe notamment une voie verte transfrontalière de Genève à Annemasse. Une voie verte traversant Lausanne (le long des voies de chemin de fer) est réalisée en 2018.

## Caractéristiques et avantages
Elles sont aménagées le plus souvent sur d'anciennes lignes ferroviaires, sur des chemins de halage, des routes fermées à la circulation automobile, des itinéraires culturels (chaussées romaines, routes de pèlerinage). Elles présentent certaines caractéristiques :
1. Facilité d'accès : leurs pentes, faibles ou nulles, permettent leur utilisation par tous les types d'usagers, y compris les personnes à mobilité réduite[19] ;
2. Sécurité grâce à leur séparation physique par rapport aux voies carrossables et à l'aménagement approprié des croisements ;
3. Continuité des tracés avec des solutions alternatives en cas d'obstacle ;
4. Respect de l'environnement le long des voies et invitation pour les usagers à le respecter.

Les voies vertes sont aussi des services, localisés dans d'anciens équipements, également préservés, tels que les anciennes gares de chemin de fer et les maisons d'éclusier. Ces services peuvent être de différents types : logement, musées, location de vélo, hébergement de cavaliers, maisons de quartier, etc. Ils s'adressent aussi bien aux usagers locaux qu'aux touristes. Les voies vertes font l'objet d'informations (édition de cartes, de brochures, etc.) sur l'itinéraire lui-même et sur les sites situés à proximité. Plusieurs dizaines de kilomètres de l'ancienne ligne du littoral des chemins de fer de Provence ont par exemple été aménagés en piste cyclable entre Toulon et Pramousquier (commune du Lavandou).
Cet exemple illustre la principale critique à l'égard des voies vertes, à savoir le fait qu'elles contribuent parfois à déclasser et donc condamner définitivement des voies ferrées pouvant potentiellement être rouvertes dans un but de collectivisation et de décarbonation des déplacements en milieu périurbain ou rural, au lieu de reprendre de la place sur les routes. Cette mise en concurrence de deux modes complémentaires dans une ère de transition énergétique induisant une décarbonation croissante des déplacements peut donc constituer un comble.